# Conacul familiei Gonata
Conacul familiei Gonata este un monument de arhitectură de importanță națională din satul Zberoaia, raionul Nisporeni (Republica Moldova), construit în a doua jumătate al secolului al XIX-lea.
A fost construit la comanda moșierului Alexandru Gonata. O vreme aici a locuit ginerele boierului, unul dintre cei mai în vârstă doctori de pe crucișătorul „Nazarin”, C. N. Crăciunescu, decedat în războiul Ruso-Japonez, în 1905. În perioada sovietică a fost folosit ca spital sătesc, fără a fi protejat de stat.

## Vezi și
- Lista conacelor din Republica Moldova